# Styringomyia transversa
Styringomyia transversa är en tvåvingeart som beskrevs av Edwards 1926. Styringomyia transversa ingår i släktet Styringomyia och familjen småharkrankar. Inga underarter finns listade i Catalogue of Life.